# Ján Chalupka
Ján Chalupka (ur. 28 października 1791 w Hornej Mičinej, zm. 15 lipca 1871 w Breźnie) – dramatopisarz słowacki, duchowny ewangelicki.
Twórca dramatu słowackiego – stworzył cykl komedii satyrycznych wymierzonych przeciw drobnomieszczańskiej moralności i feudalnym przywilejom stanowym. Był starszym bratem Sama Chalupki.

## Życiorys
Urodził się w rodzinie ewangelickiego księdza Adama Chalupki (matka Anna z domu Pruniová) i nie był jedynym członkiem rodziny, który później zajął się literaturą – jego brat Samo Chalupka stał się również znany. Naukę pobierał od ojca, w latach 1799–1800 uczęszczał do szkoły w Slovenskiej Ľupčy, 1800–1802 w Breźnie, 1802–1805 uczył się w gimnazjum w Ožďanach, w Lewoczy, w latach 1809–1814 w kolegium ewangelickim w Preszowie, w Sárospataku. W latach 1816–1817 studiował teologię, filozofię i filologię na uniwersytecie w Jenie. Od 1814 pracował jako nauczyciel domowy w Bańskiej Bystrzycy i Wiedniu, uczył w gimnazjum w Ožďanach, w liceum ewangelickim w Kieżmarku. W 1824 został proboszczem w Breźnie, w latach 1850–1860 był jednocześnie administratorem Bańskiej, a następnie Naddunajskiej superintendentury. W 1842 r. był członkiem delegacji nacjonalistów na dwór wiedeński. Opowiadał się, aby siedzibą Macierzy Słowackiej był Brezno. Wypowiadał się przeciwko węgierskiemu szowinizmowi, który uważał nie tylko za szkodliwy, ale przede wszystkim bezsensowny.
Został pochowany na starym miejskim cmentarzu w Breźnie.

## Twórczość
Dzięki swoim sztukom jest jednym z twórców słowackiej tradycji teatralnej. Swoje pierwsze utwory pisał po czesku, od 1848 po słowacku; przetłumaczył także swoje utwory pisane po czesku na słowacki. Pisał głównie sztuki teatralne, w których wyszydzał lokalny patriotyzm, węgierski szowinizm, lizusostwo, konserwatyzm i mieszczańskie tchórzostwo, ale poświęcał się także twórczości historycznej, polemice i prozatorstwu. Jego prace charakteryzują satyryczne spojrzenie na społeczeństwo słowackie, tzw. fenomen Kocurkowa, zwłaszcza jego część, która była narodowo nieświadoma. Inspirował się głównie niemieckimi dramaturgami, od których czerpał pewne motywy, ale osadzał je w środowisku słowackim. Autor anonimowo publikowanych i satyrycznie ukierunkowanych polityczno-obronnych broszur antywęgierskich. Istnieją 3 książki o instytucji ubezpieczeniowej znane z pism naukowych. Pisał także opracowania dotyczące historii generalnych synodów obu wyznań ewangelickich na Węgrzech.

## Życie prywatne

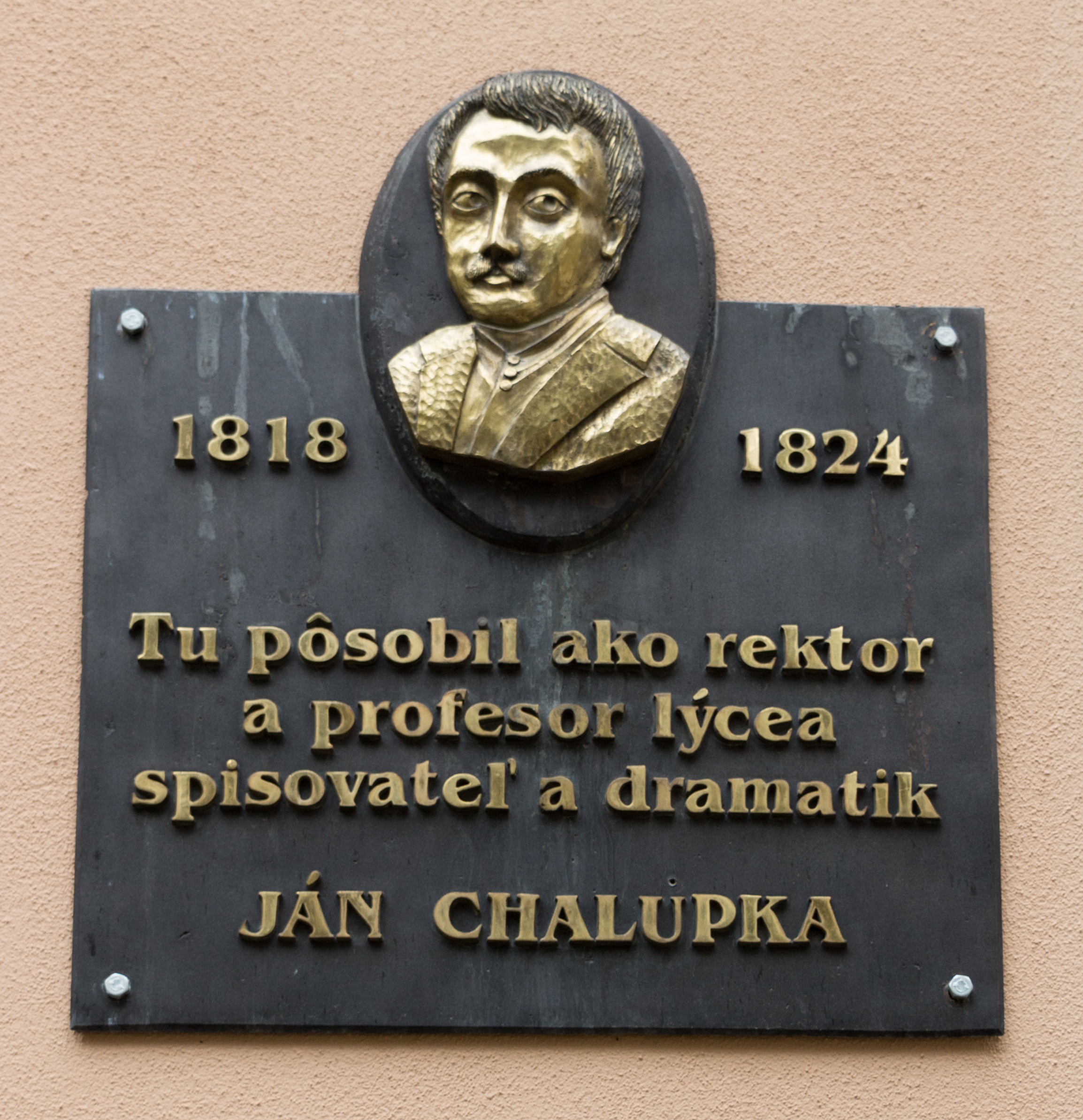
Tablica na ścianie budynku Liceum ewangelickiego w Kieżmarku

Ożenił się z Ľudoviką Lovichovą, z którą miał troje dzieci. Syn Adam zmarł młodo. Córka Ema założyła rodzinę ze znanym słowackim nacjonalistą z Brezna, Jánem Čipką. Z powodu jego zazdrości para rozstała się, a młoda kobieta zmarła z żalu. Młodsza córka Luiza wyszła za mąż za alkoholika i zmarła młodo na raka. W ostatnich latach życia Ľudovika wpadła w alkoholizm.
Jána Chalupkę miała łączyć miłosna relacja z Barbarą von Wieland, pochodzącą z Vlkovej koło Kieżmarku. Na podstawie zachowanej korespondencji nieszczęśliwa miłość została opisana w literaturze. W 1980 r. powstał czechosłowacki film pt. Podobizen prvej lásky (pol. Obraz pierwszej miłości). W rolach głównych zagrali Leopold Haverl i Sylva Turbová.

## Dzieła
- Cykl o Kocurkowie:

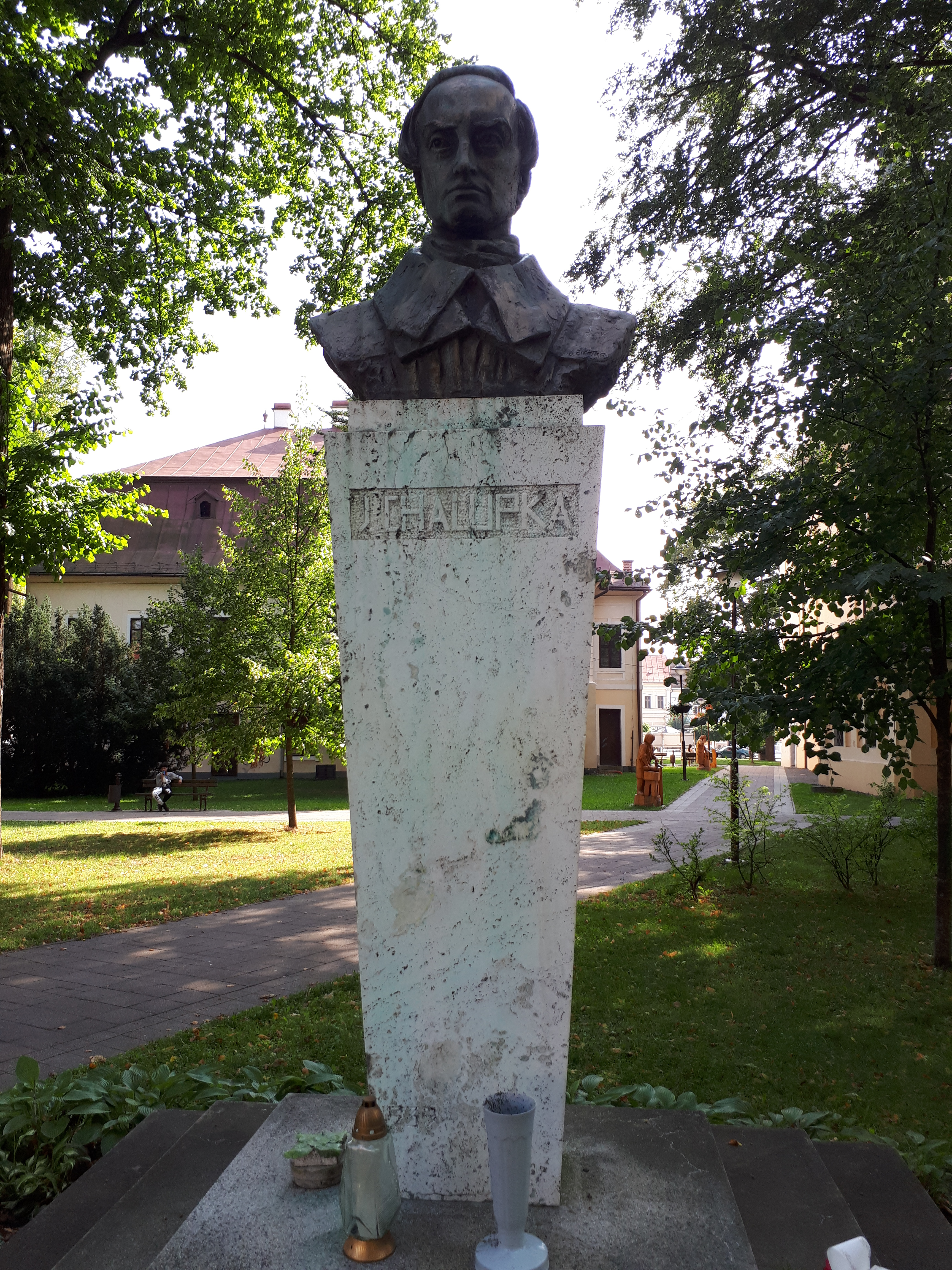
Pomnik Jána Chalupki w parku miejskim w Breźnie

  - 1830 – Kocourkovo, aneb: Jen abychom v hanbě nezůstali, komedia, która zapoczątkowała działalność ochotników w Liptowskim Mikułaszu
  - 1832 – Všecko naopak, aneb: Tesnošilova Anička se žení a Honzík se vydává, komedia ściśle nawiązująca do Kocurkowa
  - 1833 – Trasořitka, anebo: Stará láska se předce dočekala, komedia
  - 1835 – Třináctá hodina, aneb: Však se nahledíme, kdo bude hlásníkem v Kocourkově, komedia
  - 1837 – Starouš plesnivec anebo Čtyry svadby na jednom pohřebe v Kocourkově, komedia
- 1836 – Kocourkovo, znacznie zmieniona prozaiczna wersja komedii
- 1841 – Bendeguz, Gyula Kolompos a Pišta Kurtaforint. Donkichotiáda podľa najnovšej módy (Bendeguz, Gyula Kolompos und Pista Kurtaforint. Eine Donquixottiade nach der neuesten Mode von P. P.), utwór satyryczny napisany w języku węgierskim, ale wydrukowany w języku niemieckim
- 1842 – Zpěvník, zawiera 45 pieśni duchowych, które skomponował Chalupka
- 1846/1847 – Kázně nedělní a svátečné
- 1854 – Dobrovoľníci, dramat
- 1858 – Dejiny generálnych synod oboch evanjelických vyznaní v Uhorsku od roku 1791 (Geschichte der Generalsynoden beider evangelischen Konfessionen der Ungarn vom Jahre 1791), studium historyczne
- 1862 – Fuk a Huk, alebo: Prvý apríl, fraszka
- 1868 – Juvelír, komedia (opublikowana w dziele zbiorowym)
- Hrdá pýcha skrotla, jeden akt (opublikwany w dziele zbiorowym)

## Upamiętnienie
Tablice pamiątkowe umieszczono w Hornej Mičinej, Kieżmarku (na budynku Liceum ewangelickiego) i Breźnie (na budynku plebanii ewangelickiej). W Breźnie ponadto znajduje się ulica jego imienia, Gimnazjum oraz pomnik z 1939 roku w parku miejskim.

## Źródła
- Życiorys Jana Chalupki w języku słowackim